# Antwon Hoard
Antwon Hoard (ur. 30 listopada 1972 w Chicago) – amerykański koszykarz posiadający także francuskie obywatelstwo, występujący na pozycjach rzucającego obrońcy oraz niskiego skrzydłowego.
Jego synem jest Jaylen Hoard, także koszykarz.

## Osiągnięcia
Drużynowe
- Mistrz II ligi francuskiej Pro B (2008)[1]
- Lider sezonu zasadniczego ligi Pro B (2006)

Indywidualne
- MVP finałów Pro B (2008)
- Zwycięzca konkursu wsadów podczas meczu gwiazd PLK (1996)[2]